# Alvin Gardiner
Alvin Gardiner (Tara, 11 febbraio 1951) è un ex tennista australiano.
Attivo dal 1968 al 1983, in carriera ha partecipato a diciotto tornei del Grande slam in singolare, raggiungendo al massimo il secondo turno in tre sole occasioni: nel 1970, 1977 e 1979 agli Australian Open e nel 1976 agli US Open.
In doppio vanta come miglior risultato i quarti di finale raggiunti nel 1968 agli Australian Championships in coppia col connazionale Ross Case.
Al Roland Garros del 1977 è stato il primo avversario di John McEnroe in un torneo del Grande Slam.
Nel 2017 ha pubblicato il libro autobiografico Aussie Journeyman: Memoir of a Touring Tennis Professional.